# Nepokoje v Tibetu (2008)
Tibetské nepokoje v roce 2008, v tibetských médiích označované i jako tibetské povstání, byly sérií protestů a demonstrací proti přístupu čínské vlády k Tibeťanům a jejich pronásledování. Za počátek demonstrací jsou považovány protesty mnichů a jeptišek, které ve Lhase, hlavním městě Tibetu, vypukly 10. března 2008.
Četné protesty a demonstrace se konaly u příležitosti 49. výročí Dne tibetského povstání v roce 1959, kdy 14. dalajlama uprchl z Tibetu. Protesty se spontánně rozšířily do řady klášterů a po tibetské náhorní plošině, včetně okresů mimo Tibetskou autonomní oblast. Došlo ke střetům mezi Tibeťany a čínskými obyvateli, zabití civilistů i zničení obchodů a budov.
Čínská vláda oznámila, že během nepokojů bylo zabito 23 lidí, zatímco ústřední tibetská správa tvrdila, že šlo o 203 lidí a dalajlama uvedl, že zabito bylo 400 Tibeťanů. Zahraniční novináři byli v té době z oblasti vyhoštěni.
Protesty na podporu Tibeťanů se konaly v řadě měst světa, v Severní Americe i Evropě, ale také v Pekingu, Nepálu, Indii nebo Austrálii. Mnohé mezinárodní protesty zároveň usilovaly o bojkot nadcházejících olympijských her v Pekingu. Dne 24. března narušili aktivisté v Řecku zapálení olympijské pochodně. Na čínských ambasádách docházelo k házení vejci i kameny i vniknutí demonstrantů a vztyčování tibetských vlajek, což čínská vláda v Tibetu zakázala už v roce 1959.
Březnové protesty byly nejdelší a nejsilnější za 57 let čínské nadvlády v Tibetu. Čína obvinila dalajlámu, žijícího v indickém exilu, že násilnosti organizoval, aby sabotoval olympijské hry a dosáhl nezávislého tibetského státu. Dalajlama obvinění popřel a řekl, že situaci způsobila „hluboce zakořeněná deziluze a zoufalství“.